# Funisciurus substriatus
Funisciurus substriatus — вид гризунів родини Sciuridae. Він зустрічається в Беніні, Буркіна-Фасо, Кот-д’Івуарі, Гані, Нігері та Того. Його природне середовище проживання — волога савана.